# Warao
El Warao és una llengua aïllada parlada per l'ètnia indígena dels waraos al Delta de l'Orinoco (Delta Amacuro), algunes zones de l'estat de Monagas i el sud-est de l'estat de Sucre, així com algunes àrees de Guyana i un enclavament a Surinam. Alexander von Humboldt va escriure en els seus Viatges a les Regions Equinoccials que els indis waikerí deien tenir un idioma emparentat amb el warao. S'ha proposat un parentiu lingüístic amb els timucua de Florida, però no ha estat acceptat.

## Dialectes
En aquesta llengua indígena existeixen quatre variants o dialectes que són coneguts entre la cultura warauna com a:
[1] Kokuina o manamo,
[2] Hoanarao (o gent de les aigües negres a Mariusa, Winikina, Arawabisi)
[3] Arawao (Merejina, Sakupana)
[4] Wasay (Ibaruma, Arature, Amakuro)
També es podria haver dividit aquests dialectes geogràficament com Alt Delta (Kokuina, Manámo, Makareo), Centre (Mariusa, Winikina, Arawabisi), i Baix Delta (Merejina, Sakupana, Ibaruma, Arature, Amakuro). A aquesta darrera zona hi ha una subdivisió del dialecte de la zona, ja que les comunitats properes al mar Carib (San José de Amacuro) han estat directament influenciades per Trinitat i Tobago i Guyana, cosa que els ha proporcionat adjectius i substantius híbrids característics únicament a aquesta zona.

## Descripció lingüística

### Fonologia
L'inventari de consonants del warao és relativament simple:
|             | Labial | Alveolar | Palatal | Velar | Labio- velar | Glotal |
| ----------- | ------ | -------- | ------- | ----- | ------------ | ------ |
| Oclusiva    | p      | t        |         | k     | kw           |        |
| Fricativa   |        | s        |         |       |              | h      |
| Aproximants |        | l        | y       |       | w            |        |
| Nasal       | m      | n        |         |       |              |        |

Quant a les vocals, hi ha cinc vocals orals /a, e, i, o, u/ i cinc nasals /ã, ẽ, ĩ, õ, ũ/. No existeixen contrastos de quantitat vocàlica i l'accent és fix en la penúltima síl·laba.

### Morfologia i sintaxi
Des del punt de vista tipològic, el warao és una llengua amb marcatge de nucli, moderadament polisintètica i amb alineament morfosintàctic de tipus nominatiu-acusatiu. L'ordre bàsic és SV en oracions intransitives i OSV en oracions transitives.
Des del punt de vista morfològic no existeix una diferència clara entre noms i adjectius, tal com succeeix en espanyol. És una llengua que usa predominantment sufixs, amb pocs prefixs. En comptes de preposicions, s'usen postposicions. Exemples:
|  | nobotono | daukuaja | konae |  | Els nens van portar fruita |

|  | nobotono | ubaya |  | Els nens dormen |

La construcció que assenyala la possessió en warao és la següent: Posseïdor + prefix de possessió + posseït:
Lora ahoru (Laura a-horu) significa Laura de-olla: l'olla de Laura.
No hi ha un article definit o indefinit pròpiament dit. En comptes d'això, s'usen els sufixos personals per a construccions de possessió per mostrar que es tracta d'un objecte definit.

### Pronoms
| Persona             | Nominatiu | Complement directe | Complement indirecte | Compl. circumstancial | Compl. adnominal |
| 1a persona singular | ine       | ma                 | masaba               | ma isia               | mabitu           |
| 2a persona singular | iji       | ji                 | jisaba               | jisia                 | jiabitu          |
| 3a persona singular | tai       | tai                | taisaba              | taiaisia              | taiabitu         |
| 1a persona plural   | oko       | ka                 | kasaba               | kaisia                | kabitu           |
| 2a personal plural  | yatu      | yatu               | yatusaba             | yatuisia              | yatuabitu        |
| 3a personal plural  | tatuma    | tatuma             | tatumasaba           | tatumaisia            | tatumaabitu      |
| ------------------- | --------- | ------------------ | -------------------- | --------------------- | ---------------- |

### Sustantiu
Formació de substantius compostos:
- arotu: apel·latiu de professió

ibijiarotu: metge
wisidatu: bruixot
dosarao: guerrer
- koina: apel·latiu d'instrument

sitakoina: màquina d'escriure
yaburukoina: escala
- noko: apel·latiu de locació

janoko: casa

## Estudi de la llengua
Un dels primers estudiosos de la llengua warao va ser el missioner catòlic Basilio María de Barral. En els anys seixanta el lingüista nord-americà Henry Osborn va fer estudis formals de la morfologia i fonologia de l'idioma warao. L'idioma warao és part del currículum d'ensenyament a les escoles del Delta Amacuro.

### Publicacions en Warao
1. Barral, Basilio María (1979): Diccionario warao-castellano, castellano-warao. Universidad Católica Andres Bello
2. Osborn, Henry (1966a): "Warao I: Phonology and Morphophonemics." International Journal of American Linguistics 32:108-123.
3. Osborn, Henry (1966b): "Warao II: Nouns, Relationale, and Demonstratives." International Journal of American Linguistics 32:253-261.
4. Vaquero, P. Antonio (1965): Idioma Warao. Morfología, sintaxis, literatura (Warao language. Morphology, syntax, literature). Estudios Venezolanos Indígenas.

### Altres publicacions
- Nuevo Testamento en Warao, 1974.
- Cartilla d'Alfabetització “Karata Awaro Teribukitane” 2002.